# Muñeca de composición

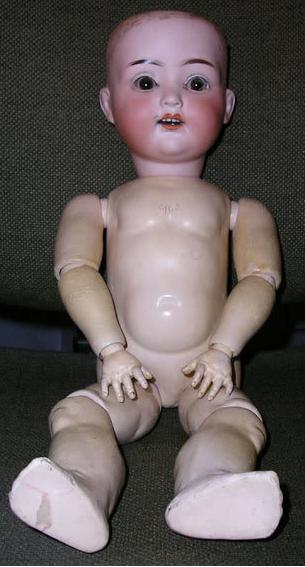
Muñeca alemana de principios del con cabeza de bisque y cuerpo de composición articulada.

Una muñeca de composición (del inglés, composition) o muñeca de pasta, es una muñeca realizada a partir de la mezcla de una sustancia base —que puede ser papel, aserrín, caolín o carbonato— con un aglutinante, que moldeada y secada sirve para producir piezas duras. Las primeras primeras de una muñeca de composición fueron hechas en el siglo XIX.
Las muñecas compuestas se comercializaron como irrompibles, en comparación con las muñecas más frágiles anteriores. Sin embargo, con el tiempo, el material compuesto se deterioraba, dejando muchas de las muñecas con pequeñas grietas y superficies descascaradas. A algunas muñecas se les aplicó una capa protectora de barniz para retrasar el deterioro.

## Historia
Muchas muñecas antiguas alemanas y francesas del siglo XIX combinarón una cabeza bisque con un cuerpo hecho de composición. En 1877 el productor francés de muñecas Jumeau introdujo el Bébé Incassable, con una cabeza bisque y un cuerpo plenamente articulado. Con ojos realistas y un estilo de moda contemporánea, miles de bébés fueron producidas para el mercado internacional como la muñeca S.F.B.J. Bleuette, que comercializaron de 1905 a 1958.
En los Estados Unidos, las muñecas de composición fueron aclamadas como una mejora en la fabricación de muñecas a partir del frágil bisque y material de porcelana que se usaba anteriormente. Se utilizaron dos tipos de procesos de fabricación de composiciones: prensado en frío y prensado en caliente. El proceso de fabricación de la composición de prensado en frío fue inventado por Solomon D. Hoffmann en la década de 1890. La composición de la prensa en caliente comenzó alrededor de 1920 y supuso una mejora en el procesamiento.  Horsman obtuvo los derechos de Hoffmann, cuya empresa era American Doll Company.
Algunas de las primeras muñecas de celebridades fueron hechas de composición, como la muñeca Baby Peggy de Louis Amberg & Sons, un éxito en 1923. La Ideal Toy Company comenzó a fabricar muñecos de composición en 1907 y produjeron más de 200 variaciones de muñecas. Su muñeca producida en 1934 Shirley Temple fue una de las muñecas de celebridades más exitosas. La fabricación de muñecas de composición acabó en la década de 1940, cuando se comenzó a usar el plástico.
En Argentina, la muñeca de pasta Marilú —producida entre 1932 y 1960— es considerada la muñeca más famosa y recordada del país, así como un icono de la historia del juguete nacional. El exitoso modelo comercial de Marilú sirvió de inspiración para el desarrollo de otras muñecas como la icónica Mariquita Pérez de España.